# إبراهام ديفيد كريستيان
إبراهام ديفيد كريستيان (بالألمانية: Abraham David Christian)‏ هو نحات ألماني، ولد في 1952 في دوسلدورف في ألمانيا.